# 天市左垣十一
天市左垣十一(蛇夫座η)也称宋，又名BD-15 4467，HD 155125、SAO 160332、HR 6378，是蛇夫座的双星系统，在中国古代星官名系统中属于三垣中天市垣，为天市左垣第十一星。
天市左垣十一实际上是一个用业余天文望远镜难以区分开的双星系统，但用更先进的手段可以测定出来。其主星蛇夫座η A仅仅比蛇夫座η B稍大，温度也稍高。两颗恒星都是不引人注目的A型主序星，但作为双星系统，它们并不寻常。它们沿扁率很大的椭圆轨道绕公共质心旋转地速度如此之快，以至于不可能形成行星系统，一些恒星数据也不甚精确。
天市左垣十一是天王星的北极星。